# Agustín Del Rosario
Agustín del Rosario (Panamá, Panamá; 1945 - 5 de agosto de 2010 ) fue un poeta, dramaturgo y crítico de arte panameño.
Obtuvo la licenciatura en Filosofía y Letras en la Universidad de Panamá y una maestría en Culturas Orientales en El Colegio de México.
Fue profesor y vicedecano en la Facultad de Comunicación Social de la Universidad de Panamá y subdirector del Departamento de Expresiones Artísticas en dicha universidad. Fue director de la revista Penélope y productor del programa infantil televisivo Checheritos. También fue columnista crítico de arte y cultura en la revista Siete.
Del Rosario fue uno de los primeros escritores panameños en no ocultar su homosexualidad y expresarla en su escritura, junto a figuras como Juan Dal Vera, Roberto McKay y Bertalicia Peralta, quienes al igual que él también se graduaron en la Universidad de Panamá.
En 1972 ganó el primer lugar del Concurso Ricardo Miró en poesía con De parte interesada, que fue la primera obra panameña en explorar el homoerotismo en recibir un premio nacional de literatura. Sin embargo, su victoria fue controversial y vino acompañada de una marea de críticas de carácter homofóbico contra Del Rosario y su obra.
También ganó en 1972, dos veces el primer lugar en los Juegos Florales de Quetzaltenango en Guatemala con los dramas Los bellos días de Isaac y Suceden cosas extrañas en tierras del emperador Cristóbal. Igualmente en 1972 obtuvo una mención honorífica en la Casa de las Américas de Cuba con la obra teatral A veces esa palabra libertad.

## Obras
- El bajo y el alto (1965, teatro)
- El río mansamente (1971, poesía)
- Poesía joven de Panamá (1971, poesía, compilación de varios autores)
- De parte interesada (1972, poesía)
- Los bellos días de Isaac (1972, teatro)
- Suceden cosas extrañas en tierras del emperador Cristóbal (1972, teatro)
- A veces esa palabra libertad (1973, teatro)
- El juego de todos los juegos (1975, teatro)